# هارمون كيلبرو
هارمون كيلبرو (بالإنجليزية: Harmon Killebrew)‏ (و. 1936 – 2011 م) هو لاعب كرة قاعدة  أمريكي، ولد في باييت، مركز لعبه هو قاعدي أول ‏، توفي في سكوتسديل، عن عمر يناهز 75 عاماً ، بسبب سرطان المريء.

## التعليم
تعلم في Payette High School ‏
.

## جوائز
حصل على جوائز منها:
جائزة اللاعب الأكثر قيمة لدوري كرة القاعدة الرئيسي ‏ في 1969